# Franz Stangl
Franz Paul Stangl (alemão: [ˈʃtaŋl̩]; Altmünster, 26 de março de 1908 - Düsseldorf, 28 de junho de 1971) foi um militar, ex-policial austríaco e comandante dos campos de extermínio nazistas Sobibor e Treblinka na Segunda Guerra Mundial.
Stangl atuou como funcionário do Programa de Eutanásia Aktion T4 e comandante da SS na Alemanha nazista, tornou-se comandante dos campos durante a fase da Operação Reinhard no Holocausto. Após a guerra, ele fugiu para o Brasil, onde parmaneceu por 16 anos. Trabalhou para a Volkswagen do Brasil, até ser preso em 1967, deportado para a Alemanha Ocidental e julgado lá pelo assassinato em massa de um milhão de pessoas. Em 1970, foi considerado culpado e condenado à pena máxima, prisão perpétua. Ele morreu de insuficiência cardíaca seis meses depois.

## Juventude e afiliações nazistas
Stangl nasceu em 1908 em Altmünster, localizada na região de Salzkammergut, na Áustria. Ele era filho de um vigia noturno e mantinha um relacionamento emocionalmente instável com seu pai, que lhe causava tanto medo que ele detestava ver o uniforme dos Dragões de Habsburgo (um dos regimentos de elite do exército imperial austro-húngaro) usado por ele. Stangl afirmou que seu pai morreu de desnutrição em 1916. Para ajudar a sustentar sua família, Franz aprendeu a tocar cítara e ganhava dinheiro dando aulas de cítara. Stangl completou seus estudos escolares em 1923.
Na adolescência, ele conseguiu um emprego como aprendiz de tecelão, se qualificando como mestre tecelão em 1927. Preocupado que esse ofício oferecesse poucas oportunidades de avanço - e tendo observado a má saúde de seus colegas de trabalho - Stangl buscou uma nova carreira. Ele se mudou para Innsbruck em 1930 e se candidatou a um cargo na polícia federal austríaca. Stangl posteriormente comentou que gostava da segurança e limpeza que os uniformes policiais representavam para ele. Ele foi aceito no início de 1931 e treinou por dois anos na academia de polícia federal em Linz.
Stangl tornou-se membro do Partido Nazista Austríaco em 1931, quando ainda era uma associação ilegal. Após a guerra, ele negou ter sido nazista desde 1931 e afirmou que se inscreveu como membro do partido apenas para evitar a prisão após a anexação (Anschluss) da Áustria pela Alemanha Nazista em maio de 1938. Documentos sugerem que Stangl contribuiu para um fundo de ajuda nazista, mas ele negou saber sobre o propósito partidário do fundo. Stangl tinha o número do Partido Nazista 6.370.447 e o número da SS 296.569.[carece de fontes?]
Em 1935, Stangl foi aceito na Kriminalpolizei como detetive na cidade austríaca de Wels. Após a Anschluss da Áustria, Stangl foi designado para a Schutzpolizei (que foi assumida pela Gestapo) em Linz, onde foi enviado para o "Bureau Judeu" (em alemão: Judenreferat). Stangl ingressou na SS em maio de 1938. Ele posteriomente alcançou o posto de SS-Hauptsturmführer (Capitão).

## Programa de Eutanásia Aktion T-4, início de 1940 à março de 1942
Após o início da Segunda Guerra Mundial, no começo de 1940, Stangl foi instruído a se apresentar para trabalhar na Fundação de Serviço Público para Cuidados Institucionais (Gemeinnützige Stiftung für Anstaltspflege), uma organização de fachada do Programa de Eutanásia Aktion T-4 cujo quartel general ficava na Tiergartenstrasse 4, em Berlim. Stangl se ofereceu intencionalmente para trabalhar no recém-criado programa T-4 com objetivo de escapar de dificuldades com seu chefe na Gestapo de Linz. Ele viajou para o RSHA (Gabinete Central de Segurança do Reich) em Berlim, onde foi recebido por Paul Werner, que ofereceu a Stangl um cargo como supervisor responsável pela segurança em uma instalação do Aktion T-4 — na linguagem comumente usada durante o recrutamento, descreveu o programa como um esforço "humanitário, essencial, legal e secreto". Em seguida, Stangl se encontrou com Viktor Brack, que lhe ofereceu a escolha entre trabalhar nos centros de extermínio de Hartheim e Sonnenstein; Stangl escolheu Hartheim, que ficava perto de Linz.
Por meio de uma ordem direta do Reichsführer-SS Heinrich Himmler emitida em novembro de 1940, Stangl tornou-se gerente de escritório adjunto (Superintendente da Polícia) do Programa de Eutanásia T-4 no Centro de Eutanásia de Hartheim e, no final do verão de 1941, no Centro de Eutanásia de Bernburg, para onde eram enviadas pessoas com deficiências mentais e físicas, além de prisioneiros políticos, para serem mortos.
Em Hartheim, Stangl serviu sob o comando de Christian Wirth como supervisor assistente responsável pela segurança. Quando Wirth foi sucedido por Franz Reichleitner, Stangl permaneceu como seu adjunto, que segundo ele, foi um grande alívio, já que eram colegas durante seu tempo na polícia. Durante sua breve transferência para o Centro de Eutanásia de Bernburg, Stangl reorganizou o escritório daquela instalação T-4. Em março de 1942, foi dada a escolha a Stangl para retornar à Gestapo de Linz ou ser transferido para Lublin para trabalhar na Operação Reinhard. Stangl aceitou a transferência para Lublin no Governo Geral, onde gerenciaria a Operação Reinhard sob controle de Odilo Globočnik.

## Nos campos de extermínio

### Sobibor, abril à agosto de 1942
Em abril de 1942, Stangl foi nomeado pelo Reichsführer-SS Heinrich Himmler para ser o primeiro comandante do campo de extermínio de Sobibor. Stangl foi comandante de 28 de abril até o final de agosto de 1942, com o posto de SS-Obersturmführer. Ele afirmou que Odilo Globočnik inicialmente sugeriu que Sobibor era apenas um campo de abastecimento para o exército e que a verdadeira natureza do campo se tornou conhecida para ele apenas quando ele mesmo descobriu uma câmara de gás escondida na floresta. Globočnik disse a ele que, se os judeus "não estivessem trabalhando o suficiente", ele tinha total permissão para matá-los e que Globočnik enviaria "novos".[carece de fontes?]
Stangl estudou as operações do campo e a gestão de Bełżec, que havia dado início a atividade de extermínio. Ele então acelerou a conclusão de Sobibor. Por volta dessa época, Stangl manteve mais contatos com Wirth, que estava administrando campos de extermínio em Bełżec e Chelmno. Entre 16 e 18 de maio de 1942, Sobibor se tornou totalmente operacional. No entanto, Stangl rapidamente percebeu que o processo de extermínio estava sendo prejudicado pela rotatividade constante entre sua força de trabalho prisional. Ele encerrou o abate arbitrário dos "judeus trabalhadores" e estabeleceu equipes de trabalho semi-permanentes, cada uma supervisionada por um kapo. Nos três meses antes de Stangl ser transferido para Treblinka, Yitzak Arad estima que aproximadamente 90.000 judeus foram mortos em Sobibor.
Stangl evitava interagir com suas vítimas e raramente era visto, exceto quando saudava os transportes de prisioneiros chegando. Nessas ocasiões, ele se destacava por causa do sobretudo de linho branco que usava, um costume que lhe rendeu o apelido de "Morte Branca". Os prisioneiros que interagiam com ele o consideravam um dos "moderados" entre o pessoal do campo. Ele foi acusado apenas uma vez de violência física, e em uma ocasião, ele convocou uma reunião para abordar o que considerava "intimidação" de Kurt Bolender sobre os prisioneiros do Sonderkommando que trabalhavam na área de extermínio. Stangl se interessou por um prisioneiro, Stanisław "Shlomo" Szmajzner, que foi forçado a fazer joias de ouro para os oficiais da SS. Após a guerra, Szmajzner lembrou Stangl como um homem que apesar do seu olhar não parecer ser mau, tinha a voz doce e maneira delicada, mas era arrogante e que se destacava por seu "prazer em seu trabalho e em sua situação. Nenhum dos outros - se bem que de certa forma fossem piores do que ele - demonstrava isso a um tal grau. Ele tinha um eterno sorriso no rosto."
Acredita-se que cerca de 100.000 judeus foram mortos lá enquanto Stangl era o administrador, até que os fornos quebraram em outubro, momento em que Stangl já havia partido. Stangl foi sucedido como comandante de Sobibor por seu colega do Centro de Eutanásia de Hartheim, Franz Reichleitner.

Erich Bauer posteriormente comentou:
Estimo que o número de judeus mortos em câmaras de gás em Sobibor foi de cerca de 350.000. Na cantina de Sobibor, uma vez ouvi uma conversa entre Karl Frenzel, Franz Stangl e Gustav Wagner. Eles estavam discutindo o número de vítimas nos campos de extermínio de Belzec, Treblinka e Sobibor e expressaram seu pesar que Sobibor "ficou por último" na competição.
Também de acordo com Bauer, Stangl participou de estupros em grupo de prisioneiras antes de matá-las:
Fui culpado por ser responsável pela morte das garotas judias Ruth e Gisela, que moravam na chamada casa do guarda-florestal. Como é sabido, essas duas garotas moravam na casa do guarda-florestal e eram frequentemente visitadas pelos homens da SS. Orgias eram conduzidas lá. Eles foram frequentadas por [Kurt] Bolender, [Hubert] Gomerski, Karl Ludwig, Franz Stangl, Gustav Wagner e Steubel. Eu morava no quarto acima deles e, devido a essas celebrações, não conseguia dormir depois de voltar de uma viagem...

### Treblinka, setembro de 1942 - agosto de 1943
Em 28 de agosto de 1942, Odilo Globočnik ordenou que Stangl se tornasse Kommandant no recém-inaugurado, porém desorganizado campo de extermínio, Treblinka, então sob o comando incompetente de Irmfried Eberl. Globočnik confiava que Stangl poderia restaurar a ordem em Treblinka, uma vez que Stangl tinha a reputação de ser um administrador altamente competente e gerente de pessoas com um excelente domínio de detalhes.
Stangl assumiu o comando de Treblinka em 1º de setembro de 1942. Stangl queria que seu campo parecesse atraente, então ordenou que os caminhos fossem pavimentados e flores plantadas ao longo das laterais da Rua Seidel, perto do quartel-general do campo e dos alojamentos da SS. Apesar de ser diretamente responsável pelas operações do campo, Stangl disse que limitava o contato com os prisioneiros judeus o máximo possível. Stangl raramente interferia em atos especialmente cruéis (além do gaseamento) perpetrados por seus oficiais subordinados no campo. Ele geralmente usava um uniforme branco e carregava um chicote, o que fez os prisioneiros o apelidarem de "Morte Branca".

Ele afirmou enquanto estava na prisão que sua dedicação não tinha nada a ver com ideologia ou ódio aos judeus. Ele disse que via os campos de forma objetiva: "Quando uma falta fosse cometida, era preciso descobri-la. Era minha profissão, eu gostava de fazer isso, dava-me prazer. Sim, era ambicioso a este respeito, não posso negá-lo." Stangl se habituou com a exterminação, aceitou e se acostumou aos assassinatos, percebendo os prisioneiros não como seres humanos, mas apenas como "carregamentos" que deveriam ser destruídos. Por volta dessa época, Stangl começou a beber pesadamente. Segundo o relato dele:
"Creio que isso começou no dia em que pela primeira vez fui ao Totenlager (campo da morte) em Treblinka. Lembro-me de Wirth, de pé, ao lado das fossas cheias de cadáveres de um azulado escuro. Aquilo não era humano - não poderia ser; era uma massa, uma massa de carne apodrecendo. Wirth me disse: - O que vamos fazer desse lixo? Creio que inconscientemente fui levado a considerá-los um carregamento"
Em setembro de 1942, Stangl supervisionou a construção de novas câmaras de gás, maiores, para complementar as câmaras de gás existentes. As novas câmaras de gás entraram em operação no início do outono de 1942. Acredita-se que essas câmaras de morte eram capazes de matar 3.000 pessoas em duas horas e de 12.000 a 15.000 vítimas facilmente todos os dias, com uma capacidade máxima de 22.000 mortes em 24 horas. De acordo com Jankiel Wiernik: "Quando as novas câmaras de gás foram concluídas, o Hauptsturmführer [Stangl] veio e comentou aos homens da SS que estavam com ele: 'Finalmente a cidade judaica está pronta' (em alemão: Endlich ist die Judenstadt fertig)".

### Trieste, agosto de 1943 - 1945
Em agosto de 1943, juntamente com Globočnik, Stangl foi transferido para Trieste, onde ajudou a organizar a campanha contra os partisans iugoslavos e os judeus locais. Devido a sua condição de saúde, ele retornou a Viena no início de 1945, onde serviu na "Fortaleza Alpina" (Alpenfestung).

## Fuga pós-guerra, 1945–1961
Ao fim da guerra, Stangl fugiu sem esconder seu nome. Ele foi detido pelo Exército dos Estados Unidos e enviado para um campo de refugiados em Glasenbach, Áustria, em 1945. Posteriormente ficou preso em Linz, Áustria, no verão de 1947, aguardando investigação. Ele era suspeito de cumplicidade no programa de eutanásia T-4.
Em 20 de maio de 1948, ele escapou para a Itália com seu colega de Sobibor, o sargento da SS Gustav Wagner. O bispo católico romano austríaco Alois Hudal, simpatizante nazista, forçado a renunciar pelo Vaticano em 1952, ajudou Stangl a escapar a pé através de uma "linha de fuga", chegando à Síria usando um passaporte da Cruz Vermelha.
Stangl foi acompanhado por sua esposa e família e viveu em Damasco, Síria por três anos trabalhando inicialmente em uma indústria têxtil e depois como engenheiro mecânico na Imperial Knitting Company (ele fizeram um curso por correspondência quando era policial em Linz em 1935).
Desembarcaram no porto de Santos em 8 de agosto de 1951, no vapor "Paolo Toscanelli", depois de 14 dias de viagem. Franz aparece na lista de desembarque ao lado dos familiares como "Paul Stangl" com 43 anos, casado e sua profissão é descrita como "Tec. Tecelagem", tendo seu passaporte emitido também em Damasco em 11 de abril de 1951. A mesma lista informa que seu destino seria a Rua Xavier de Toledo, número 266.
Ao chegarem ao cais em Santos, foram recebidos pelos pais de uma alemã também refugiada em Damasco. Stangl trabalhou como tecelão em uma empresa chamada Sutema e rapidamente aprendeu português. Permaneceu nesta empresa por dois anos e mudou de emprego mais duas vezes, sempre para ganhar mais. Em 1955 Stangl adoeceu. Os médicos não conseguiram identificar a causa da moléstia, mas anos mais tarde, supôs-se que ele já apresentava problemas cardíacos.
Em 1957 sua filha mais nova, Renate, casou-se com um austríaco, Herbert Havel. No período em que esteve doente, Tereza, sua esposa, conseguiu trabalho na Mercedes-Benz. Quando Stangl recuperou a saúde, sua esposa procurou uma oportunidade na indústria automobilística junto aos seus colegas, também estrangeiros, que lhe arrumaram um trabalho na fábrica da Volkswagen do Brasil em 1959, em São Bernardo do Campo, ainda usando seu próprio nome. Com uma situação financeira confortável, mudaram-se para a rua Frei Gaspar (hoje rua Gabriele D'Annunzio, esquina com R. Princesa Isabel), no Brooklin Paulista.

## Prisão, julgamento e morte
Embora o papel de Stangl no assassinato em massa de homens, mulheres e crianças fosse conhecido pelas autoridades austríacas, um mandado de prisão não foi emitido até 1961. Apesar de estar registrado sob seu nome verdadeiro no consulado austríaco em São Paulo, levou mais seis anos até que ele fosse rastreado pelo caçador de nazistas Simon Wiesenthal e preso pela polícia federal brasileira em 28 de fevereiro de 1967. Ele nunca usou um nome falso durante sua fuga, e não está claro por que levou tanto tempo para capturá-lo. Após sua extradição para a Alemanha Ocidental pelas autoridades brasileiras, ele foi julgado pelas mortes de cerca de 1.000.000 pessoas. Ele admitiu esses assassinatos, mas argumentou: "Minha consciência está limpa. Eu estava simplesmente cumprindo meu dever..."

A tentativa de Stangl de justificar suas ações como não criminosas diante da lei alemã foi citada por Arad:
"O que eu tinha que fazer enquanto continuava meus esforços para sair era limitar minhas próprias ações ao que - em minha própria consciência - eu poderia responder. Na escola de treinamento policial, eles nos ensinaram que a definição de crime deve atender a quatro requisitos: deve haver um sujeito, um objeto, uma ação e uma intenção. Se algum desses quatro elementos estiver faltando, então não estamos lidando com uma ofensa punível ... Eu poderia aplicar isso à minha própria situação - se o sujeito fosse o governo, o "objeto" os judeus e a ação o gaseamento, eu poderia me dizer que para mim, o quarto elemento, "intenção" (eu o chamava de livre arbítrio) estava faltando."
O filósofo John Kekes discutiu Stangl e o grau de sua responsabilidade por crimes de guerra no capítulo 4 de seu livro The roots of evil. O tribunal Schwurgericht Düsseldorf considerou Stangl culpado em 22 de dezembro de 1970 e o sentenciou à pena máxima, prisão perpétua. Enquanto estava na prisão, Stangl foi extensivamente entrevistado por Gitta Sereny para um estudo sobre ele, publicado sob o título No meio das trevas. Ela escreveu, citando-o:
"Tenho a consciência tranquila sobre tudo o que eu mesmo fiz, disse ele, nos mesmo termos, com o mesmo tom duro que ele empregara no processo, depois comigo no curso daquelas semanas, incansavelmente, cada vez que voltávamos ao assunto. Mas dessa vez eu não disse nada. Ele parou e esperou, mas tudo permaneceu em silêncio. - Nunca fiz mal a ninguém voluntariamente, disse ele, e novamente esperou um longo momento. Pela primeira vez ao longo daquelas semanas eu não lhe ofereci ajuda alguma. Já não tínhamos mais tempo. Ele segurou a borda da mesa com as duas mãos como para apoiar-se. - Mas eu estava lá, ele disse, dessa vez com resignação, com uma voz curiosamente seca e cansada. Foi necessária quase uma meia hora para que ele pronunciasse estas últimas frases. E, finalmente, baixinho: - Então, na realidade, tenho uma percentagem de culpa, sim... porque minha culpa... minha culpa... está apenas nestas conversas... agora que disse tudo pela primeira vez... e calou-se. 
No último momento da sua entrevista com Stangl, Gitta escreveu:
"Ele falara 'minha culpa' porém, mais do que as palavras, o desabar do seu corpo e seu rosto traduziam a irrevocabilidade. No final de um longo minuto, ele voltou a falar com uma voz surda e como que a contragosto: - Minha culpa é estar aqui ainda, Eis minha culpa. Aqui ainda? - Eu deveria estar morto. Minha culpa é esta."
Ele morreu de insuficiência cardíaca 19 horas após a conclusão dessa entrevista em uma prisão de Düsseldorf, em 28 de junho de 1971. Depois da entrevista, ele não viu mais ninguém. A possibilidade de um suicídio foi levantada, inclusive pela autora, e a autópsia obrigatória foi meticulosa, confirmando que não se matara. A insuficiência cardíaca foi confirmada e ele estava certo, de qualquer forma, que morreria em breve.